# 石壁站
石壁站是廣州地鐵2號線和7號線的換乘站，位於中國廣東省廣州市番禺區石洲中路，规划广州南站区域地下空间，于2010年9月25日启用。

## 车站結構
石壁站目前分为2号线和7号线两个站体，两线站体平行，惟并未对齐。两线车站通过换乘通道连接。车站地面为石洲中路。
两线车站目前均设有两层，地下一层分别为两线站廳层以及换乘大廳；地下二层分别为2号线和7號線月台。
本站2号线部分使用了搪瓷板裝修車站，配色為深红色；而7号线部分則使用了玻璃幕板裝修，配色為天蓝色，同时本站作為7號線首期三個文化站之一，在七号线站廳層設有以「痕·迹」為主題的文化藝術牆，除了讲述“石壁”的由来以外，主要內容為岩峭如壁的石岩，和水上往来的船只，演绎了属于石壁特有的水文化。

### 2号线楼层
| 地下一层 | 2号线站廳 | 售票機、客服中心、商店、警务室、安检设施 经換乘大厅前往 █7号线 |  |  |
| 地下二层 | 2 站台    | █2号线 广州南站方向（下站：广州南站）                          |  |  |
|          | 岛式站台  |                                                                |  |  |
|          | 1 站台    | █2号线 嘉禾望岗方向（下站：會江）                              |  |  |

### 7号线楼层
| 地下一层 | 換乘大厅           | 母婴室 前往 █2号线                    |  |  |
|          | 7号线站廳          | 售票機、客服中心、警务室、安检设施    |  |  |
| 地下二层 | 4 站台             | █7号线 美的大道方向（下站：广州南站） |  |  |
|          | 岛式站台（卫生间） |                                       |  |  |
|          | 3 站台             | █7号线 燕山方向（下站：谢村）         |  |  |

### 站厅以及换乘
石壁站2号线及7号线各自設有一個站厅，均位于地下一層。2号线站厅东北角和7号线站厅西南角直接相连，以供乘客在两线之间换乘。此外设有一条通道供乘客往来两线站厅的非付费区。
为方便换乘及乘客进出，2号线站厅东南侧以及7号线站厅北侧中部被划分为收费区。2号线站厅付费区内设有2条扶手电梯、2条楼梯以及1台专用电梯供乘客前往站台，7号线站厅付费区内设有4条扶手电梯、1组三向楼梯以及1台专用电梯供乘客前往站台。
石壁站目前设有自動售賣機以及自動照相機。本站的母婴室设于7号线站厅北侧靠近2号线站厅旁。

### 月台
2号线、7号线各自设有一个岛式月台，位于规划广州南站区域地下空间，均位于地下二层。
本站卫生间设于7号线站厅往燕山方向的一端。

### 出入口
石壁站在开通初期設有2個出入口，后来7号线车站启用增加B、D两个出入口，目前设有4个出入口。当中A口曾因市政工程于2020年7月14日至2023年3月12日暂时关闭。
|                                                             |                                                           |      |          |                                      |
|                                                             |                                                           |      |          |                                      |
| 編號                                                        | 设施                                                      | 照片 | 出口指示 | 建議前往的目的地                     |
| 2号线站厅                                                   |                                                           |      |          |                                      |
| A                                                           | 盲道标志 · 扶手电梯标志                                   |      | 石洲中路 | 南站南路、地铁石壁站公交车站（南行） |
| C                                                           | 盲道标志 · 轮椅升降台标志 · 无障碍通道标志 · 扶手电梯标志 |      | 石洲中路 | 南站南路、地铁石壁站公交车站（北行） |
| 7号线站厅                                                   |                                                           |      |          |                                      |
| B                                                           | 盲道标志 · 扶手电梯标志                                   |      | 石洲中路 | 地铁石壁站公交车站（北行）           |
| D                                                           | 盲道标志 · 升降机标志 · 无障碍通道标志 · 扶手电梯标志     |      | 石洲中路 |                                      |
| 註： 設有 \| 設有 \| 設有 \| 設有輪椅升降台 \| 設有扶手電梯 |                                                           |      |          |                                      |

## 接駁交通
| 巴士（地铁石壁站） \| 编号 \| 编号 \| 线路 \| 线路 \| 线路 \| 收费 \| 备注 \| \| ------ \| --------- \| -------------- \| -------- \| -------- \| ----- \| ---------------------------------------- \| \| \| 番100 \| 雁洲村 \| ⇆ \| 广州南站 \| 2–3元 \| \| \| \| 番101 \| 都那村 \| ⇆ \| 石壁中学 \| 2元 \| 30–120分/班 都那村发早间班次绕经碧桂东苑 \| \| \| 番101短线 \| 石壁小学 \| ⇆ \| 石壁中学 \| 2元 \| \| \| \| 番129 \| 番禺中心医院 \| 全程 ⇆ \| 广州南站 \| 2–3元 \| 30–45分/班 \| \| 短线 ← \| 番129 \| 番禺中心医院 \| 碧桂东苑 \| \| 2–3元 \| 30–45分/班 \| \| \| 番145 \| 番禺市桥汽车站 \| ⇆ \| 石壁小学 \| 2–3元 \| 20–40分/班 \| |           |                |          |          |       |                                          |
| 编号 | 编号      | 线路           | 线路     | 线路     | 收费  | 备注                                     |
| | 番100     | 雁洲村         | ⇆        | 广州南站 | 2–3元 |                                          |
| | 番101     | 都那村         | ⇆        | 石壁中学 | 2元   | 30–120分/班 都那村发早间班次绕经碧桂东苑 |
| | 番101短线 | 石壁小学       | ⇆        | 石壁中学 | 2元   |                                          |
| | 番129     | 番禺中心医院   | 全程 ⇆   | 广州南站 | 2–3元 | 30–45分/班                               |
| 短线 ← | 番129     | 番禺中心医院   | 碧桂东苑 |          | 2–3元 | 30–45分/班                               |
| | 番145     | 番禺市桥汽车站 | ⇆        | 石壁小学 | 2–3元 | 20–40分/班                               |

## 利用情況
本站开始使用初期，由于车站周围未开发，本站的客流一直處於極低的水平，全天只有幾個乘客進出站，大部分時間車站更是無人上下車，令本站顯得極為冷清。本站的客流以石壁村周边居民，以及接驳巴士线路番101前往都那村的村民为主。
7号线开通后，由于本站成为2号线和7号线的换乘车站之一，为避开广州南站的大客流以及節省來回廣州南站的用時，部分乘客会在本站换乘，一改往日车站冷清的状况。
當遇上重要節假日時，廣州南站周邊道路會出現交通擁堵，有關部門亦鼓勵前往廣州南站自駕送行的市民在石壁站轉乘地鐵快速進入廣州南站，以緩解南站周邊道路交通擠塞的情況。

## 历史

### 規劃
石壁站最早出现在2000年的地下铁路方案中，当时拆解后的2号线方案南部改為延長至廣州新客站（現廣州南站），中途设本站，位置与现时基本一致。在2003年方案中，該走向基本定型；另外當時7號線規劃亦設有本站，作為與2號線的換乘站之一。後來7號線一度取消本站，另設石壁東站，以增加地鐵車站覆蓋面。因此，2號線車站在設計和建設時，僅按普通中途站配置設計。
最終2010年規劃方案中，7號線取消石壁東站，重新設置本站，作為與2號線的另一個換乘站，以圖分流部分2號線和7號線之間的換乘客流，避免为預計客流壓力非常大的地鐵廣州南站百上加斤。但此時2號線車站已經完工而無法再次更改設計，因此7號線在建设時只能設置站廳換乘通道連接2號線站廳。

### 2號線
本站2號線于2007年正式动工建设，2007年6月，二/八号延长线工程獲得國家發改委批覆。2010年9月25日，本站随新2号线、8号线开通运营而正式启用。

### 7號線
7號線车站于2013年4月1日動工，2015年1月28日主體結構封頂，2015年5月至广州南站的双线隧道贯通，2016年9月28日隨7號線首期完成三權移交。
2016年12月28日，7號線開通，本站成為2號線和7號線的換乘站。

### 运营事件
2022年年末疫情期间，本站曾受防控措施影响，于11月28日至11月30日下午暂停进出站，仅保留站内换乘服务。